# Daniel Ehrenadler
Daniel Ehrenadler, före adlandet 1719 Lindemeijer, född 1688 i Stockholm, död efter 1742 i Moskva, var en svensk-rysk militär.

## Biografi
Daniel Ehrenadler var son till notarien vid Södermalms kämnärsrätt Georg Lindemeijer. Fadern dog då han var ung och modern gifte då om sig med hovrättsrådet Johan Cröger, vilken 1719 tillsammans med styvbarnen adlades med namnet Ehrenadler. Daniel Ehrenadler blev 1706 volontär vid Svea livgarde, deltog i slaget vid Holowczyn och därefter i slaget vid Poltava där han sårades och blev tillfångatagen men lyckades redan samma år rymma hem till Sverige. Där blev han förare vid Livgardet i maj 1710 och senare samma år befordrad till sergeant. Ehrenadler blev 1711 löjtnant vid Skaraborgs regemente, kaptenlöjtnant där 1713 samt sekund- och premiärkapten under 1718. Efter adlandet blev han 1720 kapten vid fältartilleriet. Under åren därnäst gjorde han sig främst känd som översättare av François Fénelons Les Aventures de Télémaque 1723. En svensk översättning av boken hade visserligen utkommit redan 1721 men Ehrenadlers översättning var bättre och baserad på den nyare mer fullständiga utgåvan av verket. Ehrenadler översatte även andra av upplysningen influerade franska böcker. 1729 blev han kapten vid artilleriet i Finland. Han kom dock i samband med Hattarnas ryska krig att göra sig mer känd som landsförrädare. I juli 1742 låg Ehrenadler förlagd till Tavastehus slott som chef för en artilleritrupp med överstelöjtnant Michael von Buttner som kommendant. Genom motgångarna i kriget ökade deserteringarna bland trupperna och rykten började spridas om att ryssarna var på väg mot slottet. Buttner och Ehrenadler beslutade sig då att kapitulera och skickade ut Magnus Otto Nordenberg och Ehrenadler att kapitulera inför de ryska trupperna. Först i Borgå påträffades dock några ryska trupper att kapitulera inför och de fördes till fältmarskalk Peter von Lacy i Helsingfors där de skrev under stadens kapitulation och en trohetsförsäkran mot den ryska kejsarinnan. Ehrenadler förklarade sig ha gjort detta för att hindra Tavastehus från plundring. Han trädde därefter i rysk tjänst, och befordrades slutligen till överste. Han avled i Moskva.